# الكريلا الكردية

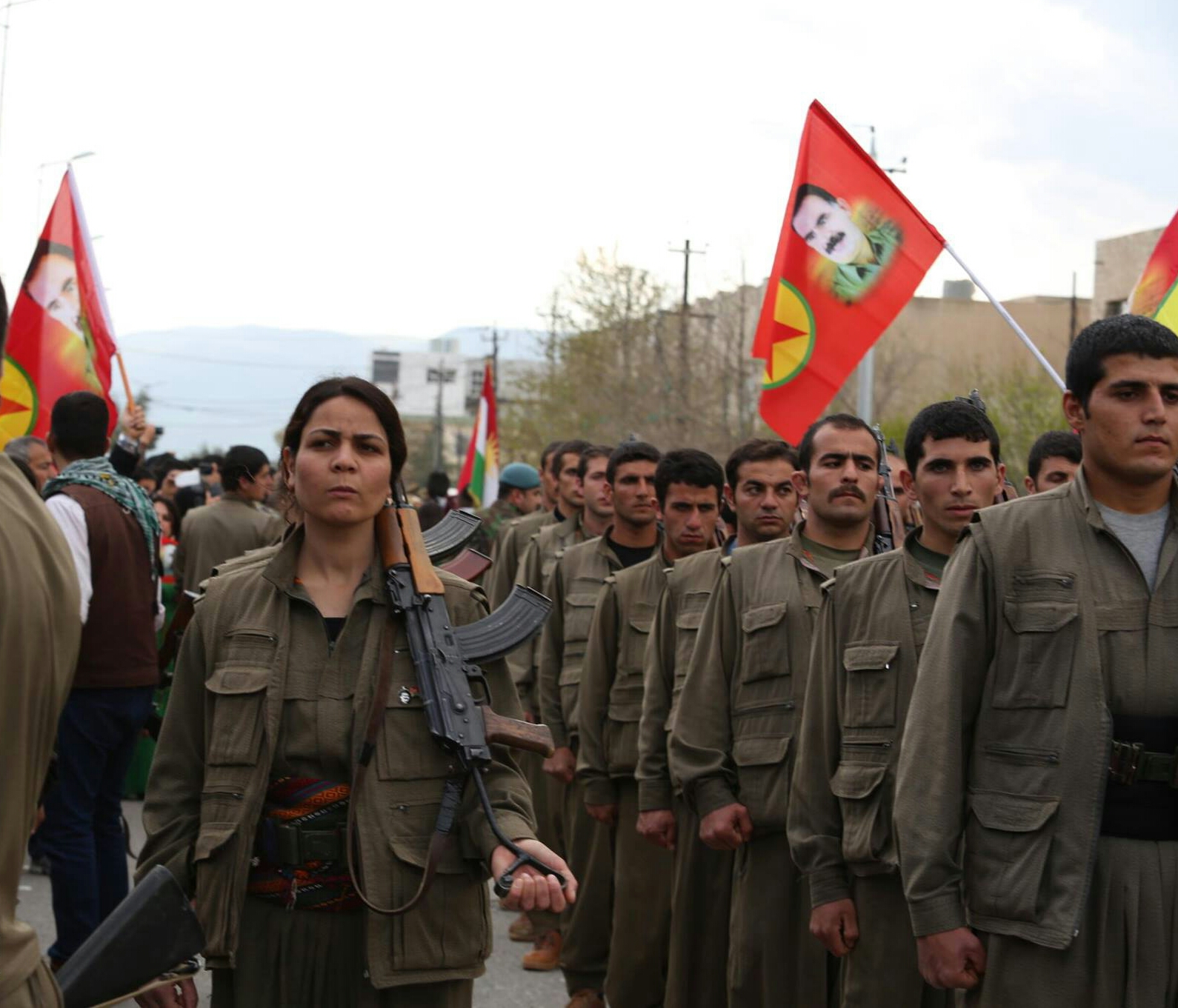
مقاتلي حزب العمال الكردستاني (PKK).

كريلا ( بالكردية: Gerîla ) تشير إلى المقاتلين الأعضاء في حزب العمال الكردستاني (PKK) ، أو حزب الحياة لحرية كردستان (KFLP) ، أو الجماعات القريبة منهم. تم إطلاق الاسم على هذه القوات من سنة 1979, Guerrilla تعني مقاتل أو حرب عصابات. وتعتبر تركيا العدو الأكبر للكريلا يتبع الكريلا أيديولوجية الأكراد والكونفدرالية الديمقراطية (apoism).  

## القوات
والقوى التي تستخدم كلمة الكريلا هي:
- حزب العمال الكردستاني (PKK)
- قوات الدفاع الشعبي (HPG)
- وحدات حرية المرأة الكردستانية (YJA-STAR)
- وحدات شرق كردستان (YRK)
- وحدات حماية المرأة (HPJ)
- حزب حياة حرية كردستان (PJAK)

بالإضافة إلى ذلك، يُطلق على القوات المسلحة التابعة لوحدات الحماية الشعبية (YPG) ووحدات حماية المرأة (YPJ) وقوات سوريا الديمقراطية (SDF) التي تقاتل في غرب كردستان و سوريا اسم الكريلا.

## معرض

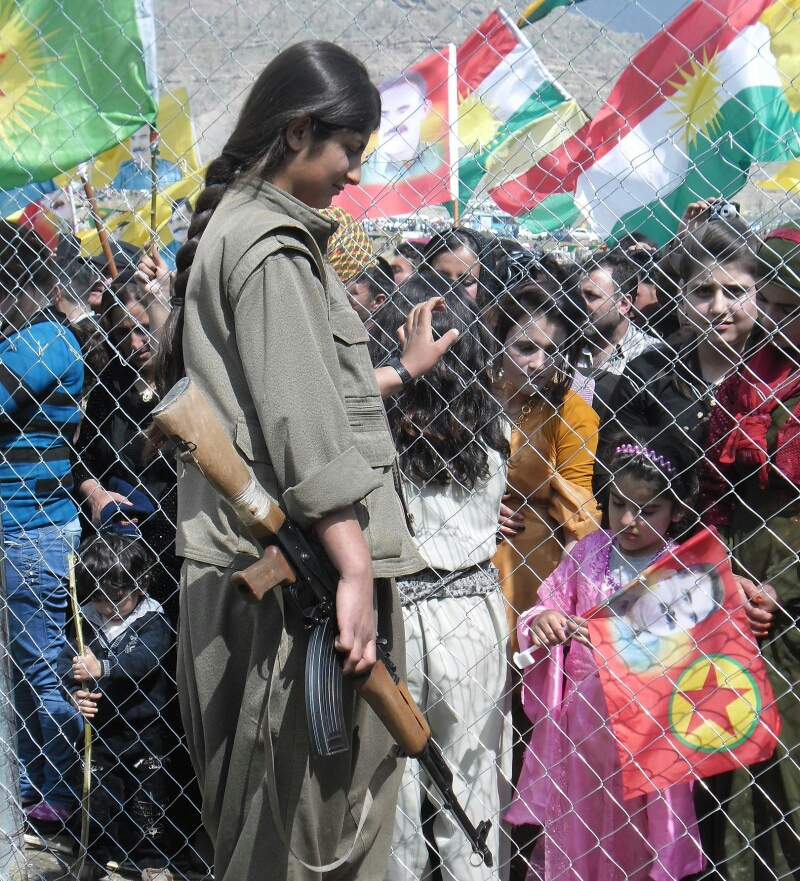
الصورة للمقاتل حزب العمال الكردستاني في قنديل

## أيضا
- البيشمركة
- حرب العصابات